# تسوزوکی-کو، یوکوهاما
تسوزوکی-کو (به لاتین: Tsuzuki-ku) یک منطقهٔ مسکونی در ژاپن است که در یوکوهاما واقع شده‌است. تسوزوکی-کو ۲۷٫۹۳ کیلومتر مربع مساحت و ۲۱۱٬۴۵۵ نفر جمعیت دارد.